# Polycaprolactone
La polycaprolactone (PCL) est un polyester biodégradable comportant une faible température de fusion d'environ 60 °C et une température de transition vitreuse d'environ −60 °C.

## Synthèse

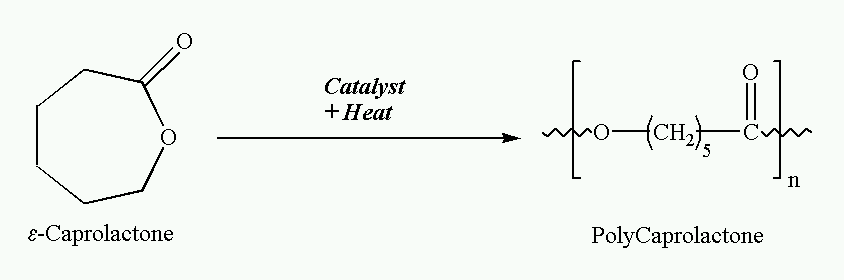
Polymérisation de la PCL.

La PCL est préparée par polymérisation par ouverture de cycle de l'ε-caprolactone avec utilisation d'un catalyseur, principalement des complexes organo-métalliques comme les complexes du zinc par exemple.

## Utilisation
Grâce à ses propriétés de biocompatibilité, la PCL est très utilisée dans le domaine biomédical pour des systèmes de médicaments à libération contrôlée et des sutures biodégradables par exemple.
La polycaprolactone est aussi utilisée dans la fabrication de polyuréthanes spéciaux. La polycaprolactone confère une bonne résistance à l'eau, à l'huile, aux solvants et au chlore au polyuréthane produit.

## Note
Ne pas confondre avec le polycaprolactame (PA-6).